# Справочное руководство соглашений по межклиентским взаимодействиям
Справочное руководство соглашений по межклиентским взаимодействиям (Спецификация взаимодействия клиентов, англ. Inter-Client Communication Conventions Manual, ICCCM) — стандарт X Window System, обеспечивающий интероперабельность X-клиентов в пределах одного и того же X-сервера. Впервые представлен Массачусетским технологическим институтом в 1988 году. Версия 1.0 выпущена в июле 1989 года, 2.0 — в начале 1994 года.
Система X Window изначально предусматривала «механизм, а не стандарты». Подобная установка требовала принятия некоторых спецификаций. Именно таковыми и стала ICCCM, введшая такие понятия как буферы «вырезать-вставить», способы взаимодействия с оконным менеджером и менеджером сессий, способы управления общими ресурсами и цветовыми палитрами устройств ввода-вывода.
ICCCM известна как трудная для понимания и правильной реализации[нейтральность?].
Версия 2.0 включила Inter-Client Exchange, X Session Management, расширение X Synchronization, расширение X Image, расширение XTEST, X Input, X Big Requests, XC-MISC, последние изменения в XFree86.